# Ginástica artística nos Jogos Europeus de 2015 - Solo masculino
A competição do solo masculino foi um dos eventos da ginástica artística nos Jogos Europeus de 2015, em Baku, no Azerbaijão. Foi disputada na Arena Nacional de Ginástica entre os dias 14 e 20 de junho.

## Calendário
Horário de verão do Azerbaijão (UTC+5).
| Data        | Horário | Fase         |
| ----------- | ------- | ------------ |
| 14 de junho |         | Qualificação |
| 20 de junho | 16:00   | Final        |

## Medalhistas
| Ouro   | ESP Rayderley Zapata |
| Prata  | GER Fabian Hambüchen |
| Bronze | RUS David Belyavskiy |

## Resultado

### Qualificação
O resultado da qualificação foi o seguinte. 
| Posição | Ginasta                | Dif.  | Exe.  | Pen.   | Total  | Qual. |   |
| ------- | ---------------------- | ----- | ----- | ------ | ------ | ----- | - |
| 1       | ESP Rayderley Zapata   | 6.700 | 8.600 |        | 15.300 | Qual. | Q |
| 2       | ISR Alexander Shatilov | 6.600 | 8.666 | –0.100 | 15.166 | Q     |   |
| 3       | RUS David Belyavskiy   | 6.600 | 8.600 | –0.100 | 15.100 | Q     |   |
| 4       | UKR Oleg Verniaiev     | 6.700 | 8.400 |        | 15.100 | Q     |   |
| 5       | IRL Kieran Behan       | 6.300 | 8.766 |        | 15.066 | Q     |   |
| 6       | GER Fabian Hambüchen   | 6.400 | 8.633 |        | 15.033 | Q     |   |
| 7       | BLR Dzmitry Barkalau   | 6.100 | 8.900 |        | 15.000 | R1    |   |
| 8       | SUI Marco Rizzo        | 6.200 | 8.800 |        | 15.000 | R2    |   |
| 9       | GBR Frank Baines       | 6.300 | 8.600 |        | 14.900 | R3    |   |

### Final
O resultado final foi o seguinte.
| Posição           | Ginasta                | Dif.  | Exe.  | Pen.   | Total  |
| ----------------- | ---------------------- | ----- | ----- | ------ | ------ |
| Medalha de ouro   | ESP Rayderley Zapata   | 6.700 | 8.633 |        | 15.333 |
| Medalha de prata  | GER Fabian Hambüchen   | 6.400 | 8.700 |        | 15.100 |
| Medalha de bronze | RUS David Belyavskiy   | 6.600 | 8.400 |        | 15.000 |
| 4                 | IRL Kieran Behan       | 6.300 | 8.566 |        | 14.866 |
| 5                 | ISR Alexander Shatilov | 6.000 | 8.833 |        | 14.833 |
| 6                 | UKR Oleg Verniaiev     | 6.700 | 7.933 | –0.400 | 14.233 |